# Brites Fernandes
Brites Fernandes, cujo nome também aparece grafado como Beatriz e Breatiz, nascida por volta de 1539, na cidade portuguesa de Viana do Castelo, foi uma das muitas vítimas do Santo Ofício de Lisboa.

## Biografia
Doente mental e fisicamente deformada (por isso o apelido de alcorcovada), Brites Fernandes é fruto da união do casal de marranos Branca Dias e Diogo Fernandes Santiago. Ainda criança, Brites foge com sua mãe para a Capitania de Pernambuco, onde morava seu pai, a fim de evitar a Inquisição, que perseguia sua família. Tem uma vida longa e relativamente tranquila em Olinda, a despeito de suas deficiências. Após a morte de sua mãe, passa a ser tutelada pelos irmãos, uma vez que jamais se casou e era incapaz de cuidar de si mesma.
Quando Heitor Furtado de Mendonça, inquisidor, chega a Pernambuco, prende Brites - justamente a mais frágil, em decorrência da deficiência mental e do fato de, diferente de suas irmãs, não ser casada com um homem influente. Dada a sua posição vulnerável, vem denunciada por diversos cidadãos de Olinda. A prisão de Brites em Olinda ocorre em 28 de agosto de 1595, em Pernambuco. É conduzida de volta a Portugal e encarcerada no dia 19 de janeiro de 1596, onde, após sessões de tortura e inquisição que se prolongam por quatro anos, termina por denunciar suas próprias irmãs e sobrinhos. Em 30 de outubro de 1599, Brites é enfim solta em Lisboa, onde é submetida a um auto de fé e condenada a trajar um hábito penitencial perpétuo. No mesmo auto de fé, participaram os também condenados Ruy Gomes e Bento Teixeira. Em 08 de novembro de 1602, Brites - já quase cega - implora ao Santo Ofício que a libere da obrigação de vestir o hábito penitencial que a marca como judia e impede que as pessoas lhe dêem esmolas. Argumenta que não tem parentes que cuidem dela. Tem seu pedido negado. Em 12 de março de 1604, é enfim atendida, e dela nada mais se sabe. Morre em ano desconhecido, em Portugal.